# Ósemka do pływania

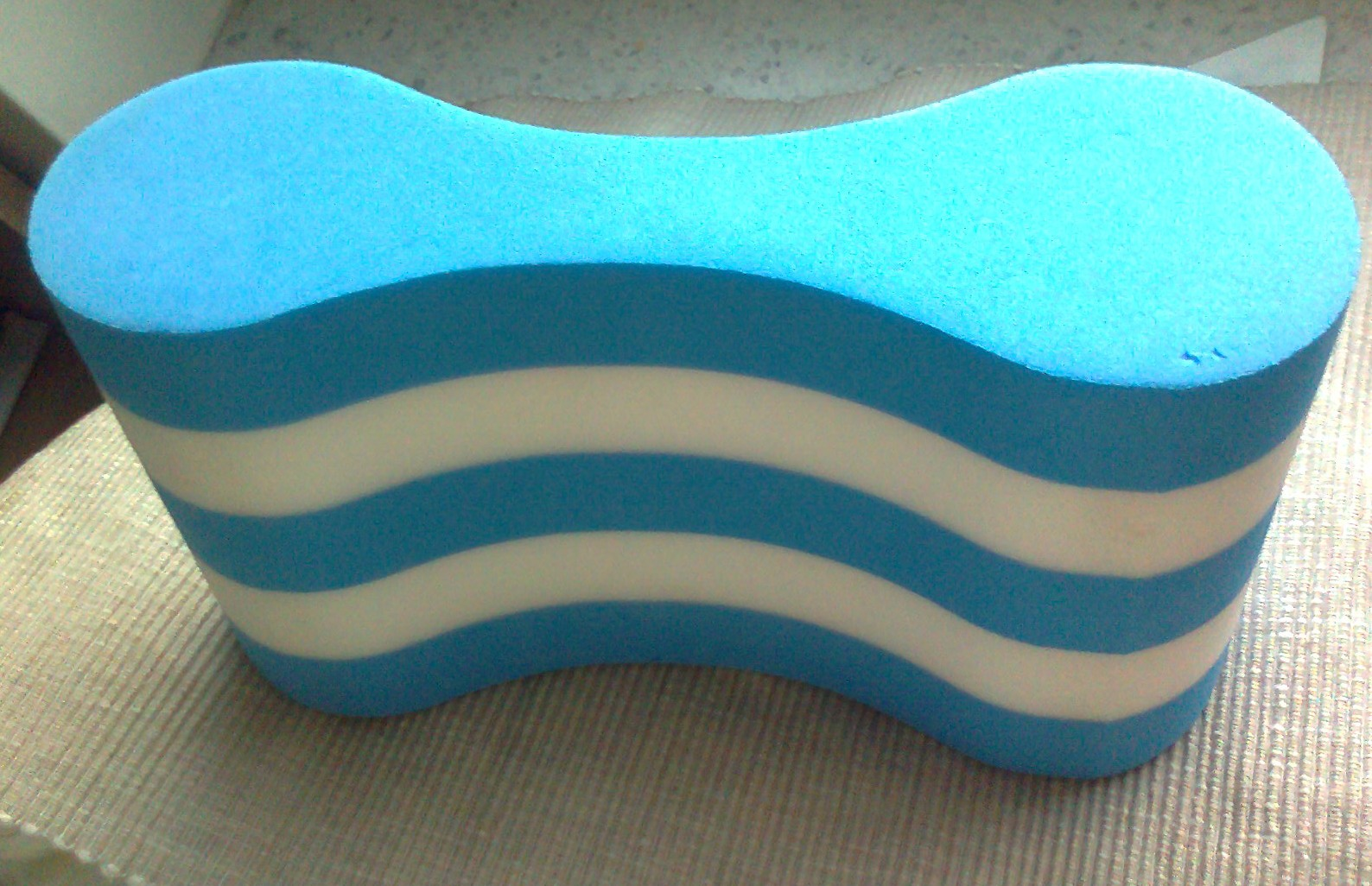
Ósemka do nauki pływania

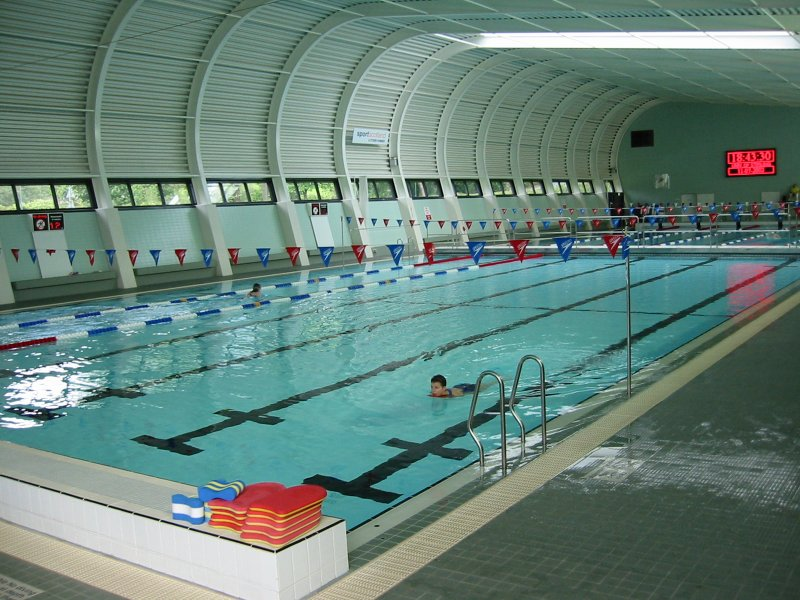
Deski i ósemki do pływania na brzegu basenie

Ósemka do pływania (ang. pull buoy) – sprzęt pływacki służący do nauki i doskonalenia techniki pływania, do ćwiczeń, zabaw i relaksu w wodzie. Kształt ósemki ma ułatwiać jej utrzymanie między nogami pływaka. Służy głównie do ćwiczenia górnych partii ciała w różnych stylach pływackich.